# Of Human Bondage
Servidão humana (Of Human Bondage, no original), é uma obra literária de William Somerset Maugham, publicada em 1915.

## Sinopse
O autor relata com caráter semi-autobiográfico, a vida de Philip Carey, jovem sensível que nasce deficiente (era manco devido à talipes), logo cedo fica órfão e é criado pelo tio, o vigário de Blackstable, e sua esposa. Philip cresce influenciado pelas regras e dogmas da religião, reforçadas após seus estudos na King's School, onde sua frágil condição física torna-se motivo de vergonha e profundos tormentos. Mas Philip sobressai-se como estudante e parece garantir para si um futuro promissor. No entanto sua atração pelas artes, especialmente pela pintura, o desviam do caminho originalmente traçado para si. Entrementes acaba como que por tornar-se servo de uma pequena paixão pela qual se apaixona.